# Sonet 31 (William Szekspir)

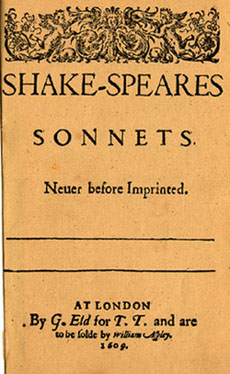
Strona tytułowa pierwszego wydania sonetów Shakespeare’a

Sonet 31 (Pierś wzbogaciłeś sercami wszystkimi) – jeden z cyklu sonetów autorstwa Williama Shakespeare’a. Po raz pierwszy został opublikowany w 1609 roku.

## Treść
Sonet ten opisuje wdzięczność podmiotu lirycznego tajemniczemu młodzieńcowi za jego wsparcie w chwilach cierpienia.